# Icari (fill d'Èbal)
Segons la mitologia grega, Icari (en grec antic Ἰκάριος Icarios) va ser un heroi, fill d'Èbal, rei d'Esparta, i de Gorgòfone. De vegades se'l fa fill de Perieres, també casat amb Gorgòfone.
Icari i el seu germà Tindàreu tenien un germanastre, Hipocoont, que el seu pare havia tingut amb la nimfa Bàcia. Hipocoont, amb ajuda dels seus fills, expulsà els dos germans de Lacedemònia, que es van refugiar a la cort de Testi, a Etòlia. Van quedar-se allà fins que Hèracles va haver mort Hipocoont i els seus fills. Llavors Tindàreu va tornar a Esparta on va recuperar el poder, mentre que Icari es va quedar a Acarnània, on es va casar amb Policasta, filla de Ligeu, amb la que va tenir tres fills: una noia, Penèlope, i dos nois, Alizeu i Leucadi, epònim de l'illa de Lèucada.
Una altra tradició diu que Icari va tornar a Lacedemònia amb el seu germà i es casà amb una nàiade anomenada Peribea, amb la que va tenir cinc fills: Toant, Damasip, Imèusim, Aletes, Peribeu i una filla, Penèlope. Icari va oferir la seva filla com a premi a una cursa que va instituir per als seus pretendents, i Odisseu la va guanyar. Però també es diu que va ser Tindàreu, l'oncle de Penèlope, qui va acordar el matrimoni, en agraïment a Odisseu pel bon consell que li havia donat amb la proposta de lligar amb un jurament els pretendents d'Helena, de la qual Tindàreu era padrastre, per a evitar que lluitessin entre ells un cop ella hagués triat marit. Tant Tindàreu com Icari van demanar a Odisseu i Penèlope que es quedessin vora d'ells, però consultada Penèlope per Odisseu, van decidir marxar a Ítaca.